# Prosopographie des Sasanidenreiches im 3. Jahrhundert n. Chr.
Die Prosopographie des Sasanidenreiches im 3. Jahrhundert n. Chr. ist eine fachwissenschaftlich betreute Prosopographie der in den Quellen belegten Könige, Familienmitglieder und Amtsträger des Sassanidenreichs im 3. Jahrhundert.
Die Prosopographie wird von Dr. Ursula Weber betreut, die alle Artikel auch selbst verfasst und mehrere Fachartikel zu den betreffenden Sassanidenkönigen in Iranica Antiqua und in der Encyclopædia Iranica veröffentlicht hat. Nach ihren Angaben wurde ihr Interesse für dieses Thema durch Ruth Altheim-Stiehl geweckt, die das Projekt unterstützt hat. Dasselbe gilt auch für Josef Wiesehöfer, einen der führenden deutschen Forscher für das antike Persien, so dass die Prosopographie bis zu dessen Emeritierung an der Universität Kiel beheimatet war (nun in Paderborn); weitere Unterstützung erhielt sie von Erich Kettenhofen. Wiesehöfer selbst führt die Prosopographie denn auch in der Bibliographie seines Fachaufsatzes in der New Cambridge History of Islam auf.
Ziel des Projektes, das Weber in einem Fachaufsatz 2006 ausführlicher vorgestellt hat, sei es, sukzessiv die in der antiken Überlieferung genannten Könige, Würdenträger und Untertanen dieses Reiches biographisch und in ihrem historischen Umfeld systematisch zu erfassen. Der zeitliche Rahmen reicht dabei von Papak bis Hormizd II. Zu diesem Zweck wird die gesamte Bandbreite der Quellen erfasst, sowohl schriftliche (in westlichen und orientalischen Sprachen), als auch inschriftliche, numismatische und archäologische Quellen werden dokumentiert, dazu wird die fachwissenschaftliche Sekundärliteratur umfassend ausgewertet. Das Ergebnis sind teils sehr umfangreiche Artikel etwa zu diversen bereits erfassten Großkönigen, wie beispielsweise zu Bahram II. und Bahram III. Zu Narseh veröffentlichte Weber 2024 eine Monographie im Wissenschaftsverlag Peeters.